# 伊萬尼奇區

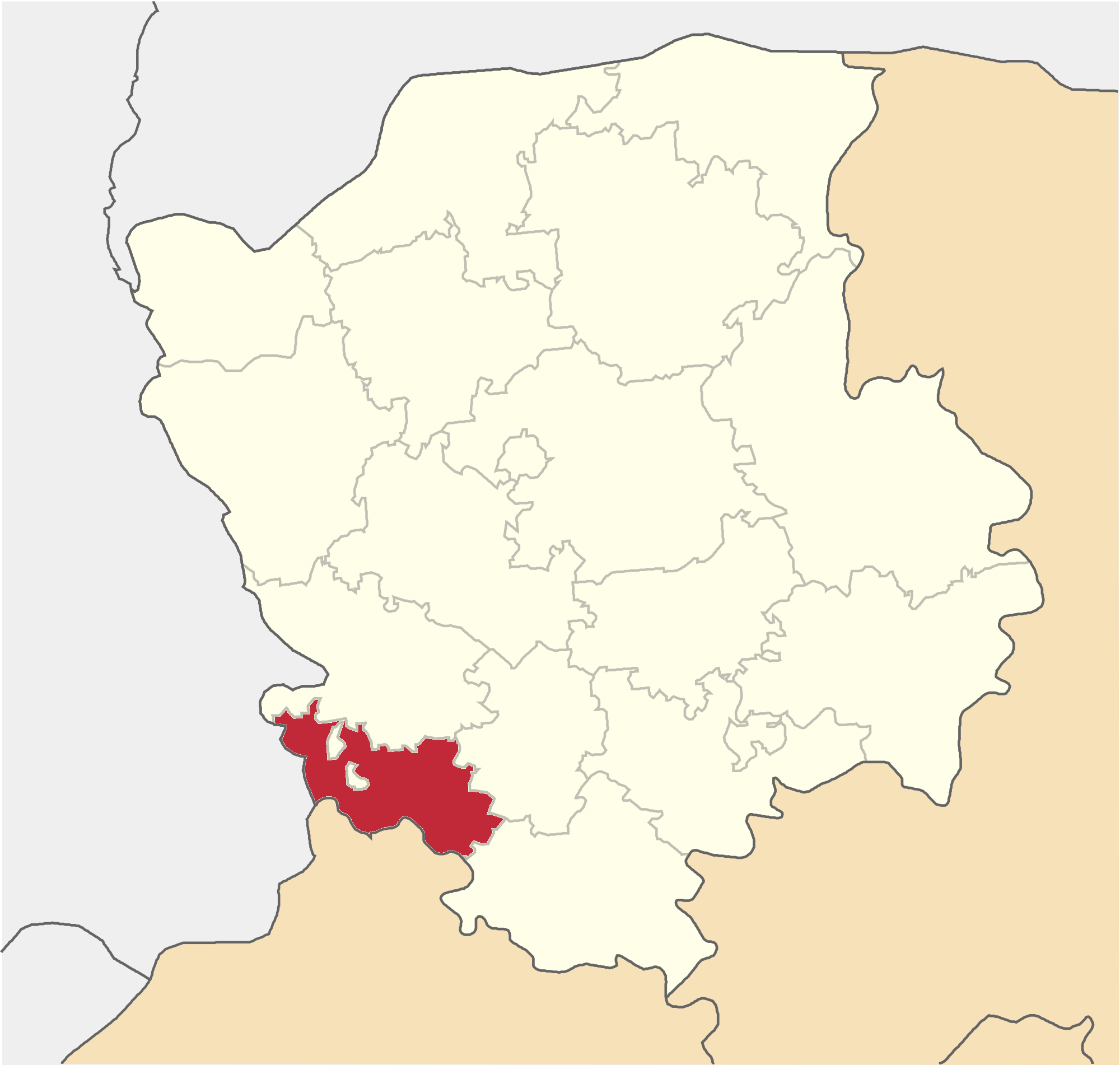
撤销前伊万尼奇區在沃倫州的位置

伊万尼奇區（烏克蘭語：Іваничівський район），是烏克蘭西北部沃倫州的一個旧區，行政中心为伊万尼奇，面積645平方公里，2013年人口32,585，人口密度每平方公里50.52人。
该区在2020年7月18日的乌克兰行政区划改革中被撤销，改革后沃伦州下分为4个区，伊万尼奇區合并至沃洛德米尔区。